# SAS (programa estadístico)
SAS es tanto un lenguaje de programación como un programa para el análisis estadístico de acceso libre con licencias GNU. Tiene su origen en el lenguaje "S".
Soporta los análisis más comunes y tienen gran potencia en el manejo de datos, archivos y en la exportación de gráficos.
Es posible descargarlo de la página del proyecto